# (9991) Anežka
(9991) Anežka – planetoida z pasa głównego asteroid okrążająca Słońce w ciągu 5 lat i 272 dni w średniej odległości 3,21 j.a. Została odkryta 5 października 1997 roku w Obserwatorium Kleť. Nazwa planetoidy pochodzi od Anežki Moravcovej (ur. 1924), babci odkrywcy. Przed jej nadaniem planetoida nosiła oznaczenie tymczasowe (9991) 1997 TY7.